# 国鉄サハ48形電車
サハ48形は、かつて日本国有鉄道（国鉄）に在籍した電車である。
車体長20m級2扉クロスシートの鋼製三等付随車に与えられた形式で、オリジナルは32系に属するが、後に52系に属する車両が新造、編入された。
1. 48001～48028 - 1930年（昭和5年）から1931年にかけて増備された横須賀線用の車両。詳細は国鉄32系電車#サハ48形を参照。
2. 48029 - 1935年（昭和10年）に関西急電用に製造された第1次流電のサハ48形。詳細は国鉄52系電車#第1次車を参照。1963年（昭和38年）に扉を増設され、サハ58000に改番。
3. 48030，48031 - 1936年（昭和11年）に関西急電用に製造された第2次流電のサハ48形。詳細は国鉄52系電車#第2次車を参照。1963年に扉を増設され、サハ58020、58021に改番。
4. 48032，48033 - 1937年（昭和12年）に関西急電用に製造された第3次流電のサハ48形。詳細は国鉄52系電車#第3次車を参照。1963年に扉を増設され、サハ58010、58011に改番。
5. 48034，48035 - 1936年に関西急電用に製造された第2次流電のサロハ66形（66016，66017）を1943年（昭和18年）に格下げしたもの。詳細は国鉄52系電車#第2次車を参照。48035は、1963年に扉を増設され、サハ58050に改番。
6. 48036 - 1935年に関西急電用に製造された第1次流電のサロハ66形（66020←46018）を1943年に格下げしたもの。詳細は国鉄52系電車#第1次車を参照。1958年（昭和33年）に制御車に改造され、クハ47025に改番。
7. 48040，48041 - 1963年にサロハ49形（49000，49001）を格下げ改造したもの。詳細は国鉄32系電車#サロハ49形の二等車（サハ48形）化を参照。